# Armand Petersen
Armand Petersen (* 25. November 1891 in Basel; † 20. September 1969 in Paris) war ein schweizerisch-französischer Bildhauer und Plastiker.

## Leben und Werk
Armand Petersen besuchte die Allgemeine Gewerbeschule Basel und in Genf die Goldschmiede- und Schnitzklasse an der École supérieure des beaux-arts Genève (heute Haute école d’art et de design Genève – HEAD). Danach arbeitete er als Bildschnitzer in der Schweiz. Zu Studienzwecken hielt er sich von 1914 bis 1918 in Paris auf. Anschliessend arbeitete er mehrere Jahre lang in Budapest als Goldschmied sowie im Atelier des Bildhauers Bêla Markup (1873–1945). Wieder in Paris, waren er und weitere junge Künstler Schüler von François Pompon. Dieser unterrichtete sie nach seiner Methode vor Ort, im Jardin des Plantes.
Armand Petersen heiratete 1927. Im gleichen Jahr stellte er seine Werke zum ersten Mal zusammen mit Pompon, Max Le Verrier und Édouard-Marcel Sandoz aus. Die Werke wurden unter dem Titel Animaliers in der Galerie von Edgar Brandt an der am Boulevard Malesherbes in Paris, gezeigt. In der Folge kaufte die Manufacture royale de porcelaine de Sèvres drei seiner Werke, die sie reproduzierten. Später arbeitete Petersen auch für die Porzellanfabrik Bing & Grøndahl.
1931 gründete François Pompon und Jane Poupelet (1874–1932) die Gruppe Douze Animaliers Français. Als Gast war u. a. auch Armand Petersen eingeladen. Nach dem Tod der zwei Gründer löste sich die Gruppe bald auf.
Armand Petersen stellte seine Werke u. a. im Salon d’Automne, Salon des Tuileries, in der Schweiz sowie in Brüssel, Berlin und Budapest aus, zudem in New York, wo die Dreyfus Gallery seit 1959 exklusiver Vertreter seiner Werke war.
Armand Petersen erhielt 1935 die französische Staatsbürgerschaft. 1943 wurde er in Paris verhaftet und im Gefängnis Fresnes inhaftiert. Im Auftrag des Kunstkredits Basel-Stadt schuf Petersen 1949 die Plastik Kälbchen für den Spielplatz im Solitudepark in Basel. Nachdem seine Frau 1950 gestorben war, lebte Petersen im Maison Nationale des Artistes in Nogent-sur-Marne. Deren Direktor war Maurice Guy-Loë (1898–1991).
Armand Petersen lernte 1959 den jungen Bildhauer Etienne Audfray (1922–2017) kennen, der sein Schüler und Mitarbeiter wurde. Nach seinem Tod übernahm dieser sein Atelier. Nach Audfrays Tod wurde für die zwei Künstler die Association (AAPEA) gegründet.
Petersens Werke wurden auf grossen internationalen Messen wie der Pariser Biennale, der TEFAF in Maastricht und der PAD Paris, präsentiert.